# Тренчински замак
48° 53′ 39″ N 18° 02′ 41″ E / 48.89417° С; 18.04472° И
Тренчински град (слч. Trenčiansky hrad) је замак у Словачкој, око које се развио истоимени град и један је од националних споменика Словачке. Данашње утврђење је подигнуто у X веку, али се на том простору налазило утврђење још у доба Римљана, о чему сведочи камен у коме је 179. године н. е. уклесан натпис о победи припадника II римске легије у Лаугарику (античко име Тренчина), али и ротонда која се датира у доба Великоморавске кнежевине и сматра се најстаријом очуваном грађевином у самом граду. У XIII веку је била седиште Јакоба Чеснека, који је био мачоносац краља Мађарске Беле IV (1235—1270), а касније и Матије Чака. По њему се градски донжон назива Матушева кула, док се бунар у утврди везује за легенду о османлијском принцу Омару и његовој великој љубави према Фатими за коју је ископао бунар у стени. Тренчински замак је био тешко разорен у великом пожару 1790. године, а детаљно је обновљен тек након Другог светског рата. Део западних бедема се зарушио у марту 2003. године, а процењено је да маса материјала који се тада срушио износи око 1100 тона.
Замак је данас већином очувана и у њој је смештен Тренчински музеј који је посвећен, како прошлости саме тврђаве, тако и целе области.